# Threnia acanthura
Threnia acanthura är en tvåvingeart som beskrevs av Wulp 1898. Threnia acanthura ingår i släktet Threnia och familjen rovflugor. Inga underarter finns listade i Catalogue of Life.